# Mount Hopeful
Mount Hopeful är ett berg i Antarktis. Det ligger i Sydshetlandsöarna. Argentina, Chile och Storbritannien gör anspråk på området. Toppen på Mount Hopeful är 299 meter över havet.
Terrängen runt Mount Hopeful är huvudsakligen kuperad, men åt sydost är den platt. Havet är nära Moun Hopeful åt sydost. Trakten är glest befolkad. Närmaste befolkade plats är Commandante Ferraz Station, 13,9 kilometer väster om Hopeful. 